# Goffredo Lombardo
Pour les articles homonymes, voir Lombardo.
Goffredo Lombardo né le 15 mai 1920 à Naples et mort le 2 février 2005 à Rome, est un producteur de cinéma italien. Il est le fils du producteur Gustavo Lombardo et de l'actrice Leda Gys.

## Biographie
- Membre du jury du Festival de Cannes 1965.
- Un hommage lui a été rendu à la Mostra de Venise 1995.

## Filmographie partielle
- 1951 : Le Fils de personne (I figli di nessuno) de Raffaello Matarazzo
- 1953 : Sous les mers d'Afrique (Africa sotto i mari) de Giovanni Roccardi
- 1958 : La Maja nue (The Naked Maja) d'Henry Koster et Mario Russo
- 1960 : Rocco et ses frères (Rocco e i suoi fratelli) de Luchino Visconti
- 1961 : Le Mauvais Chemin (La Viaccia), de Mauro Bolognini
- 1962 : Journal intime (Cronaca familiare) de Valerio Zurlini
- 1962 : Smog de Franco Rossi
- 1962 : La Flèche d'or (The Golden Arrow) de Antonio Margheriti
- 1962 : Sodome et Gomorrhe (Sodom and Gomorrah) de Robert Aldrich
- 1963 : Les Fiancés (I fidanzati) de Ermanno Olmi
- 1963 : Le Guépard (Il Gattopardo) de Luchino Visconti